# George Hamilton-Gordon

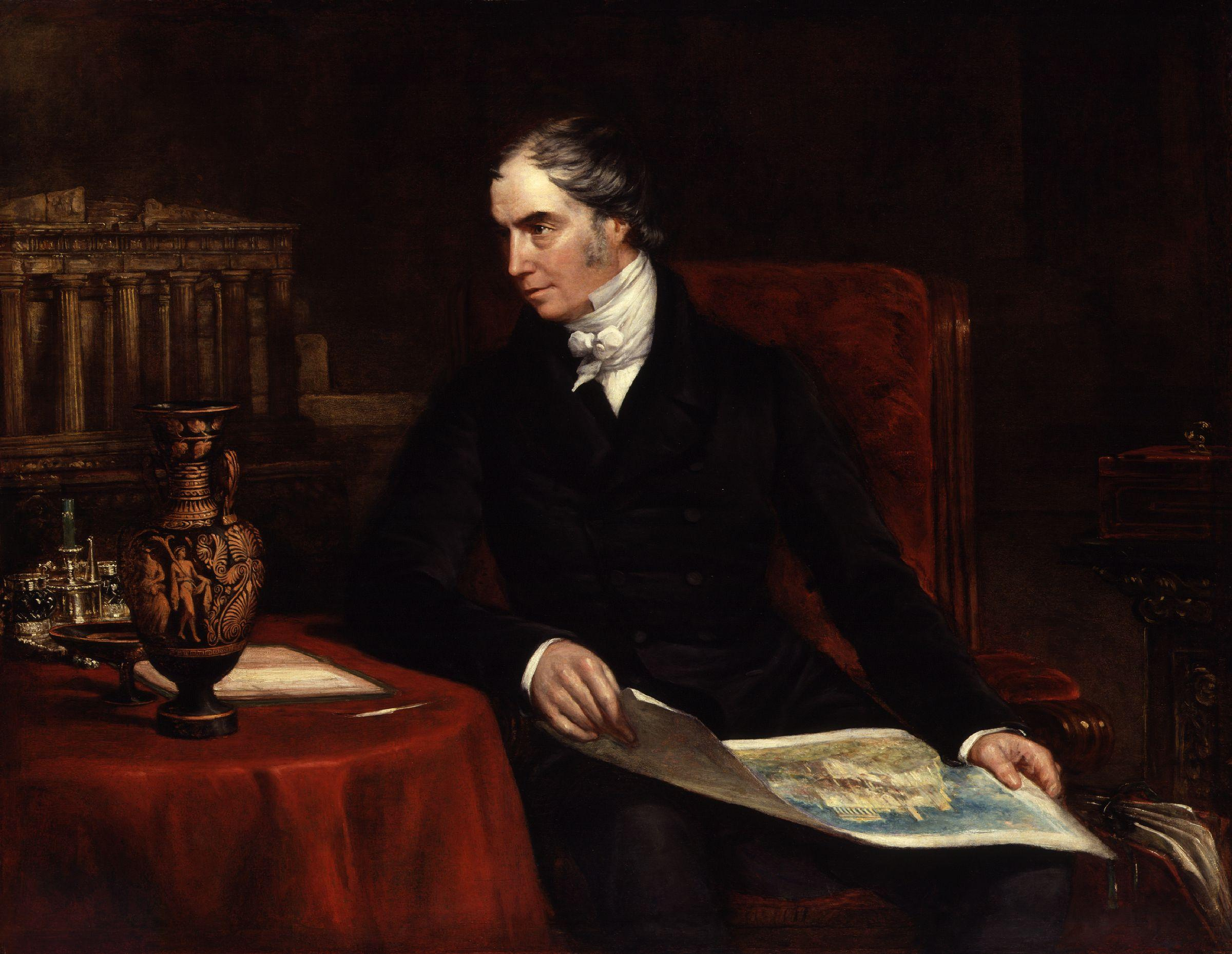
George Hamilton-Gordon.

George Hamilton-Gordon, 4º Conde de Aberdeen (Edimburgo, Escocia, 28 de enero de 1784-Londres, Inglaterra, 14 de diciembre de 1860) fue un político británico, Secretario de estado para Asuntos Exteriores y Primer ministro (1852–1855) de Gran Bretaña.
Como embajador especial en Austria (1813), ayudó a formar la coalición que derrotaría a Napoleón. Como secretario de exterior (períodos 1828–1830 y 1841–1846), tranquilizó las disputas limítrofes entre Canadá y los Estados Unidos con el Tratado Webster-Ashburton y el Tratado de Oregón. 
Como primer ministro, formó un gobierno de coalición, pero su indecisión complicó los esfuerzos por la preservación de la paz y llevó a Gran Bretaña a participar en la Guerra de Crimea. Constitucionalmente responsable de los errores de los generales británicos durante la beligerancia, renunció en 1855.